# Макферсон, Томас
Рональд Томас Стюарт Макферсон (англ. Ronald Thomas Stewart Macpherson; 4 октября 1920, Эдинбург, Эдинбург, Шотландия, Великобритания — 6 ноября 2014, Ньютонмор, Хайленд, там же) — шотландский и британский военный деятель, офицер Британской армии, участник Второй мировой войны.

## Биография

### Молодые годы, семья и образование
Рональд Томас Стюарт Макферсон родился 4 октября 1920 года в столице Шотландии — Эдинбурге. Он был пятым из семи детей сэра Томаса Стюарта Макферсона и Хелен, дочери преподобного Арчибальда Борланда Кэмерона. Родители Томаса поженились 20 июня 1902 года. Его отец находился на индийской гражданской службе и был канцлером Университета Патны. Братьями Томми были Нил, первый барон Драмалбин, и Джордж, известный шотландский регбист и капитан сборной Шотландии. Семья Томаса происходила из деревни Ньютонмор в Хайленде.
Будучи в непростых отношениях с отцом, Томми был отправлен Каргифилдскую школу-интернат Эдинбургской академии. Там Томас заболел остеомиелитом и жил на кровати в течение нескольких месяцев, в течение которых он начал читать много книг, в частности Роберта Льюиса Стивенсона, и выздоровел. В 14 лет Томас получил стипендию Феттес-колледжа. Там же он присоединился к офицерскому учебному корпусу и стал выдающимся спортсменом, пробежав милю на 8 секунд быстрее рекорда училища. Впоследствии он получил стипендию Тринити-колледжа в Оксфорде, однако окончить образование не успел в связи с началом Второй мировой войны.

### Вторая мировая война
В 1939 году, в возрасте 18 лет Макферсон был зачислен в полк Камеронских горцев Её Величества Британской армии и провёл первые месяцы войны, охраняя северное побережье страны близ Уика. В 1940 году он был зачислен в 11-й батальон шотландских коммандос и прошёл усиленную подготовку на Арране, включавшую навыки рукопашного боя.
В январе 1941 года батальон был отправлен в Суэц, где в марте они разгрузили большую партию мешков с песком, предназначенных для 8-й армии, что было воспринято ими с удивлением, так как дело происходило в пустыне. В июне он принял участие в выступлении коммандос против оборонительных позиций вишистких отрядов в битве на реке Литани в Подмандатной Палестине. На рассвете 8 июня главный корпус под командованием майора Джеффри Кейса высадился близко к устью реки с целью захвата моста Куасмие. Макферсон участвовал в захвате моста Кафр-Бадда, а затем в его удержании при контратаке бронированных автомобилей противника. Так как нападение союзников было отложено на один день, было потеряно преимущество внезапности и коммандос понесли большие потери. После этого, Томас был направлен на Кипр, где в качестве единственного офицера со знанием греческого языка был назначен военным губернатором северо-востока острова. В 1943 году Макферсон получил свой первый Военный крест за бои на Литани.

#### Операция «Плавник», плен и освобождение
В ноябре 1941 года Макферсон стал одним из четырёх коммандос, посланных на разведку пляжа в рамках подготовки к операции «Плавник» — рейду на штаб-квартиру немецкого фельдмаршала Эрвина Роммеля, с намерением захватить последнего. Диверсионная группа села на подлодки HMS Torbay и HMS Talisman. Их высадили на двух складных байдарках близ Аполлонии на Киренаике (нынешняя Ливия). После выполнения задачи и двух ночей ожидания, подводная лодка так не появилась, а одна из байдарок начала протекать, в результате чего коммандос решили подойти к суше и совершить последнюю попытку выйти в море на одной лодке, но в итоге слишком плохая погода помешала сделать это. Тогда они решили разделиться и пойти к Тобруку, несмотря на отсутствие провианта и карт, без амуниции. Им предстояло преодолеть примерно сто километров по пустыне. Капитан Рэтслифф и лейтенант Равенскрофт были захвачены 2 ноября, Макферсон с капралом Эвансом смогли продержаться до следующего дня, прежде чем попали в плен к итальянским войскам под Дерной, при попытке саботажа работы телефонной станции. На допросе, проводимом четырьмя офицерами и шестью карабинерами, один из них попросил Макферсона продемонстрировать, как работает его автоматический «Кольт», что он беспрепятственно и сделал. В плену у Макферсона произошёл тяжёлый приступ судороги, после чего он был помещён в одиночную камеру. Три дня спустя он совершил побег, но был пойман при попытке уйти на мотоцикле. После этого, он был перевезён на эсминце в Реджо-ди-Калабрию (Италия), а затем в «лагерь 41» в Монтальбо. Там он снова попытался бежать, выйдя за внутренний периметр, но он не смог найти путь через внешнюю ограду. В июне 1942 года он был переведен в «лагерь 5» в крепости на скале у города Гави, недалеко от Генуи.
9 сентября 1943 года, после подписания итальянского перемирия, лагерь был захвачен немецкими войсками. 14 сентября военнопленные были переведены в лагерь в Акви, откуда они должны были быть перевезены на поезде в Австрию. Макферсону удалось сбежать от его охранников с поезда в горы, но вскоре его поймали и чуть не расстреляли — приказ был отменён офицером вермахта. Заключённые были перевезены по железной дороге в лагерь Шталаг XVIII-A в Шпитталь-ан-дер-Драу. По прибытии Макферсону вместе с новозеландским капитаном Колином Норманом Армстронгом удалось скрыться от немцев во время переклички, после чего они обменялись формой с двумя французами в другой части лагеря, смешались с сельскохозяйственными работниками и 21 сентября сбежали с капитаном А. А. Юманом. Им удалось перейти границу с Италией, после чего они намеревались отправиться в Югославию и связаться с партизанами. 26 сентября Макферсон и Армстронг столкнулись с патрулём австрийских альпийских войск возле Кьюзафорте. Макферсон заговорил с ними на итальянском языке, прикинувшись итальянским офицером и пытаясь убедить патрульных, что Армстронг — хорват. Однако их арестовали и отправили в лагерь гестапо на польско-литовской границе, а затем — в лагерь вблизи Хоэнштайне, куда арестанты прибыли 30 сентября, после пятидневной поездки на поезде. 1 октября их перевезли в Шталаг XX-A, расположенном в Торуне. 9 октября они снова бежали, при содействии рядового Хатсона и сержанта Глэнси, после чего попали в польское движение сопротивления и укрылись на заводе в Бромберге. После сигнала воздушной тревоги приехал менеджер, однако беглецы скрывались в схроне. Далее они сели на поезд до Данцига, но туда же вошли и сели немецкие патрульные, и Макферсон с командой вышел на следующей остановке. Они скрывались в доме возле доков в течение нескольких дней, прежде чем тайно сели на шведское судно, перевозящее железную руду. Когда таможенники прибыли обыскать корабль, один из группы потерял самообладание и сдался капитану, после чего Макферсон с двумя товарищами спустился в трюм и спрятался в тайнике, расположенном в груде железной руды. Когда корабль достиг пределов территориальных вод, с ним поравнялся немецкий корабль для осмотра. Люки грузового отсека были сняты и внутрь запустили собак, однако поиску помешала угольная пыль. Как только корабль вышел в международные воды, Макферсон и его товарищи сдались шведам. Корабль был направлен в Готланд, где бежавшие были арестованы и перевезены в Стокгольм. Там их освободили в британском посольстве. 4 ноября 1943 года они прилетели в шотландский город Кинлосс, через два года после начала операции в Египте. 17 февраля 1944 года, за свой побег, лейтенант Макферсон был награждён вторым Военным крестом.

#### Операция «Джедбург»
После возвращения в Великобританию, Макферсону на встрече Милтон-холле было поручено принять участие в операции «Джедбург». Согласно плану, три человека должны были проникнуть в оккупированную Европу для проведения диверсий и ведения партизанской войны, действуя в качестве управляющего центра местного сопротивления. Обучение Макферсона длилось с января по март 1944 года, в конце которого он был назначен руководителем операции под кодовым названием «Хинин». Членами его команды были французский лейтенант Мишель де Бурбон и британский радист — сержант Артур Браун (обоим было на тот момент примерно 20 лет).

##### Во Франции
Через 28 часов после дня «D», в ночь на 8 июня, группа на парашютах была высажена в Орийак во Франции для установления связи с отрядом сопротивления во главе с Бернаром Курнилом. Примечательно, что Макферсон был одет в парашютный костюм, под которым находилась боевая одежда камеронских горцев, в том числе клетчатый килт. После приземления он услышал, как «взволнованный молодой француз говорил своему начальнику: „Шеф, шеф, здесь французский офицер, и он привез жену!“ На их месте было легко ошибиться, приняв меня за женщину в юбке». Позже Макферсон писал, что «для британского офицера, заброшенного в ряды сопротивления… единственным источником власти является его собственная личность, которую я пытался усилить моим килтом и степенью его пышности».
Чтобы мотивировать отряды сопротивления, Макферсон немедленно приступил к действиям. Уже следующей ночью на 9 июня, они взорвали железнодорожный мост на линии Орийак—Мор. На следующий день они связались с двумя бойцами сопротивления из Бретену, сообщивших Макферсону то, что 2-я танковая дивизия СС «Рейх» выдвинулась в Нормандию по дороге Фижак-Тюль. Макферсон понял, что лучшее, что они могут сделать, — это задержать ход дивизии путём подготовки нескольких засад. Ночью была заминирована дорога — в устроенный завал из окружающих деревьев установили мины. После подрыва гусеницы головного бронетранспортёра дорога была заблокирована. Затем, когда немцы начали обходить дорогу лесом, бойцы Сопротивления взорвали их и удалились. Макферсон с 27 военными задержали продвижение дивизии на 6 дней. Затем они перешли к атакам на автомобильные и железнодорожные маршруты между Бривом и Монтобаном, в конце концов, добившись 1 июля полной остановки железнодорожного сообщения между Кагором и Суяком. Проведение подобных операций продолжалось вплоть до июля, и после южно-французской операции (вторжение союзников в Южную Францию, направленное на захват Марселя), их масштаб и успешность только увеличивались. Однажды, у Ле-Лиорана, Макферсон со своими людьми взорвали железнодорожный мост и на несколько дней заблокировали в туннеле около 300 немцев и 100 членов коллаборационистской милиции.
Отряд Макферсона убил или захватил в плен много немецких военнослужащих, параллельно взрывая мосты и рельсы, осуществляя засады против военных конвоев. Группа действовала под прикрытием ландшафта местности, а радист Браун был в постоянном контакте с Лондоном и снабжал Макферсона необходимыми разведданными, благодаря чему группа могла осуществлять по три операции в неделю. Однажды он дерзко осмотрел местность в своём чёрном «Citroën», украденном у полицейских, украшенном золотыми кисточками, а также флагом Великобритании и вымпелом с лотарингским крестом, в результате чего нацисты опубликовали объявление о награде за голову Томаса в размере 300 тысяч франков, описав Макферсона как «бандита под видом шотландского офицера, чрезвычайно опасного для граждан Франции». В другой раз немецкая штабная машина приближалась к переезду, заминированному Макферсоном, а после взрыва упала на другую машину, убив местного коменданта вместе с его водителем. После окружения немецких сил союзниками на юге Франции, Макферсон провёл переговоры о капитуляции двух немецких частей, наиболее заметной из которых являлась «FK541», состоящая из 23 тысяч человек на второй линии и 7 тысяч на первой, под командованием генерал-майора Бото Хеннинга Эльстера. Макферсон был проинформирован другим лидером операции «Джедбург» капитаном Артуром Коксом о том, что Эльстер хочет вести переговоры. Между тем уже состоялась его встреча с американцами во главе с лейтенантом Сэмюэлем Мэджиллом. Будучи безоружным и сопровождаемым немецким врачом и французским офицером, Макферсон проехал на захваченном автомобиле немецкого Красного Креста через вражескую территорию под огнём пулемётов в здание деревенской школы. Одетый в полную английскую военную форму горца в комплекте с шляпой, он блефовал, говоря, что может открыть огонь из тяжёлой артиллерии, если немцы не сдадутся. Эльстер согласился при условии, что его силам будет разрешено держать при себе личное оружие, пока оно не будет передано на ответственное хранение в 83-ю пехотную дивизию США.

##### В Италии
В ноябре 1944 года Макферсон был заброшен в Фриули (северная Италия) для поиска уязвимых целей для атак. Там немцы предприняли несколько попыток его поимки, используя самолёт «Fieseler Fi 156 Storch» и чуть было не захватили, когда несколько словенцев изобразили на снегу большую стрелку, указывающую на укрытие Макферсона. Он возглавил итальянских партизан в нескольких крупных нападениях на железнодорожные сортировочные станции в Удине. На своей базе в Удине, Макферсон командовал отрядом из 30 человек, патрулировавшим границу между Италией и Францией. Некоторое время он участвовал в командовании бригадами Озоппо, борющимися против коммунистических Гарибальдийских бригад, пытавшихся захватить Триест и Венецию, и отдать их руки Тито. Макферсон предотвратил эти попытки, и после сдачи немцами Триеста, в 50 милях к северо-западу от Удине спас жизнь архиепископу Джузеппе Ногаре.
За свои действия в Италии, Макферсон был награждён Серебряной медалью и Медалью итальянского сопротивления. В 1945 году он был награждён третьим Военным крестом, став таким образом одним из 25 таких кавалеров. Также он был награждён Звездой «1939—1945», Африканской звездой, Итальянской звездой, Французской и Германской звездой, Военной медалью 1939–1945, Британской военной медалью.

#### После войны
Вернувшись с войны в Великобританию в сентябре 1945 года, Макферсон был демобилизован. В октябре 1945 года он снова поступил в Тринити-колледж, где был удостоен степени первого класса по области философии, политике и экономике. Он представлял Оксфорд в командах по регби, хоккею на траве и лёгкой атлетике, а также представлял Великобританию в беге на 1500 метров на Международных университетских играх 1947 года в Париже. Во время каникул, Макферсон работал при королевском дворце, в частности был конюшим, а позже учителем принца Эдварда, будущего герцога Кентского. С 1946 по 1955 год Макферсон был постоянным игроком регбийного клуба «Лондон Скоттиш».
Позже Макферсон снова продолжил служить в составе Камеронских горцев в Армии. 1 сентября 1948 года ему было присвоено звание капитана. 20 июня 1950 года он был награждён орденом армейского резерва. В этот период, с 1947 по 1952 год, Макферсон был прикреплен к 21-му полку Особой воздушной службы. В 1956 году он жил в гостинице на берегу озера Блейско, недалеко от границы между Югославией и Италией, и получил приглашение от маршала Тито посетить его летнюю резиденцию. 2 августа 1960 года ему было присвоено звание майора, после чего он был переведён в полк Гордонских горцев. 31 октября 1961 года Макферсон стал подполковником и до 1 ноября 1964 года командовал полком Лондонских шотландцев, после чего получил звание полковника. В новом 1968 году Макферсон стал Командором Ордена Британской империи за службу в качестве заместителя командира 56-й пехотной бригады с 1964 по 1967 год и Армии в целом. 1 апреля 1967 года он получил II класс Офицерского резерва регулярной армии, а 30 сентября 1968 года — III класс, уйдя таким образом в отставку.

### Карьера в бизнесе и государственная служба
В разные периоды последующей жизни Макферсон был управляющим директором и председателем лесозаготовительной компании «Mallinson-Denny Group», директором «Brooke Bond Group», «Scottish Mutual Assurance Society», National Coal Board, председателем «Annington Holdings plc» и «Boustead plc». С 1965 по 1967 год, Макферсон был членом Национального совета по ценам и доходам. В 1977 году Макферсон был назначен на должность заместителя лейтенанта Большого Лондона, а в 1983 году — на пост Главного шерифа Большого Лондона. С 1985 по 1986 год он занимал пост премьера-смотрителя Досточтимой компании красильщиков.
В Новом 1992 году Макферсону было присвоено звание рыцаря и 17 марта он прошёл церемонию посвящения королевой Великобритании Елизаветы II в Букингемском дворце. Помимо британских наград, Макферсон был Кавалером Ордена Почётного легиона, награждён французским Военным крестом с двумя пальмами и звездой, а также за оказанные услуги лично получил Звезду Вифлеема и рыцарство из рук Папы Римского.
С 1992 по 1994 год он был президентом Ассоциации европейских торгово-промышленных палат. С 2001 по 2005 год он был президентом Горского общества Лондона. 7 октября 2010 года Макферсон опубликовал свою биографию под названием «Behind Enemy Lines».
В последние годы он участвовал во многих благотворительных мероприятиях, был вождём Ньютонморских горских игр, президентом Британского легиона Баденоха, вице-президентом детского хоккейного клуба в Ньютонморе, увлекался рыбалкой и стрельбой, будучи членом Королевского общества лучников. В феврале 2014 года он был введён в Зал славы «Лондон Скоттиш». Наряду с этим, Макферсон был пожизненным президентом общества «Друзья шотландского регби».

### Смерть и похороны
Рональд Томас Стюарт Макферсон скончался 6 ноября 2014 года в возрасте 94 лет во сне в своём доме в Ньютонморе. Отпевание состоялось 16 ноября в деревне Сент-Бридж в Баденохе, после чего прошли похороны на кладбище Биаллид-Биг.

## Личная жизнь
В 1953 году Макферсон женился на Джин Генриетт Батлер-Уилсон, дочери Дэвида Батлера Уилсона. Она была его коллегой по бегу; позже стала покровительницей Королевского каледонского бала. У них были двое сыновей (Ангус, Дункан) и дочь Ишбель.